# Sumapla
株式会社Sumapla（スマプラ）は、不動産プラットフォームの開発・運営を行う日本のIT企業である。

## 概要
Sumaplaは、貸家の持ち主と入居希望者を繋ぎ合わせる不動産プラットフォームを開発・運営している。Sumaplaの事業は、マイクロソフト社が提供するスタートアップ支援プログラム「Microsoft for Startups」に採択されており、事業には、Microsoft Azureをはじめとするマイクロソフト社のテクノロジーが活用されている。